# Фјајола (Терни)
Фјајола је насеље у Италији у округу Терни, региону Умбрија.
Према процени из 2011. у насељу је живело 42 становника. Насеље се налази на надморској висини од 268 м.